# Nowyj (Udmurcja)
Nowyj (ros. Новый) – osiedle w Rosji, w Udmurcji, w rejonie wotkińskim. W 2010 liczyło 5741 mieszkańców.